# Karol Zyndram Maszkowski

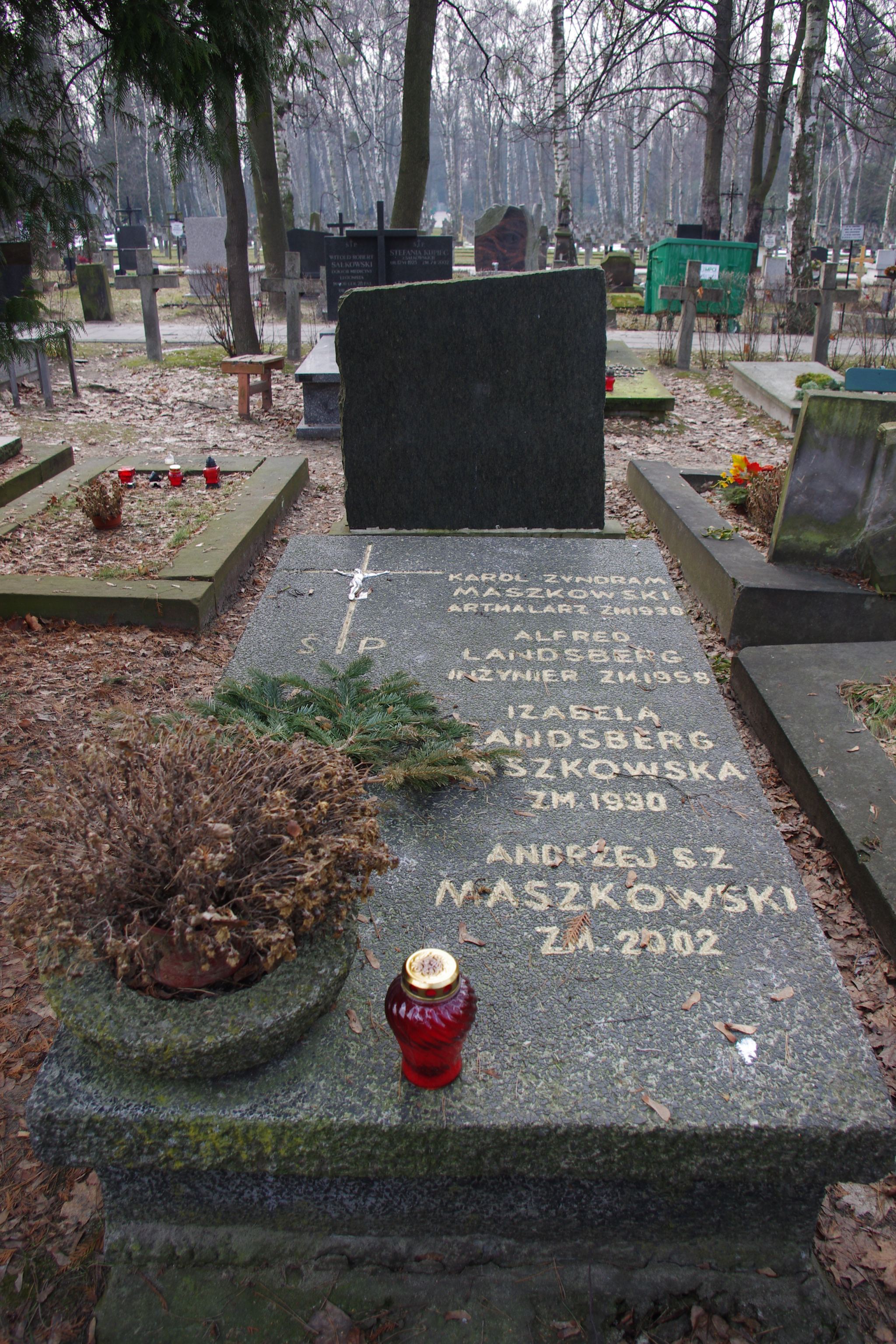
Grób malarza Karola Zyndrama Maszkowskiego (1868–1938) na Wojskowych Powązkach w Warszawie

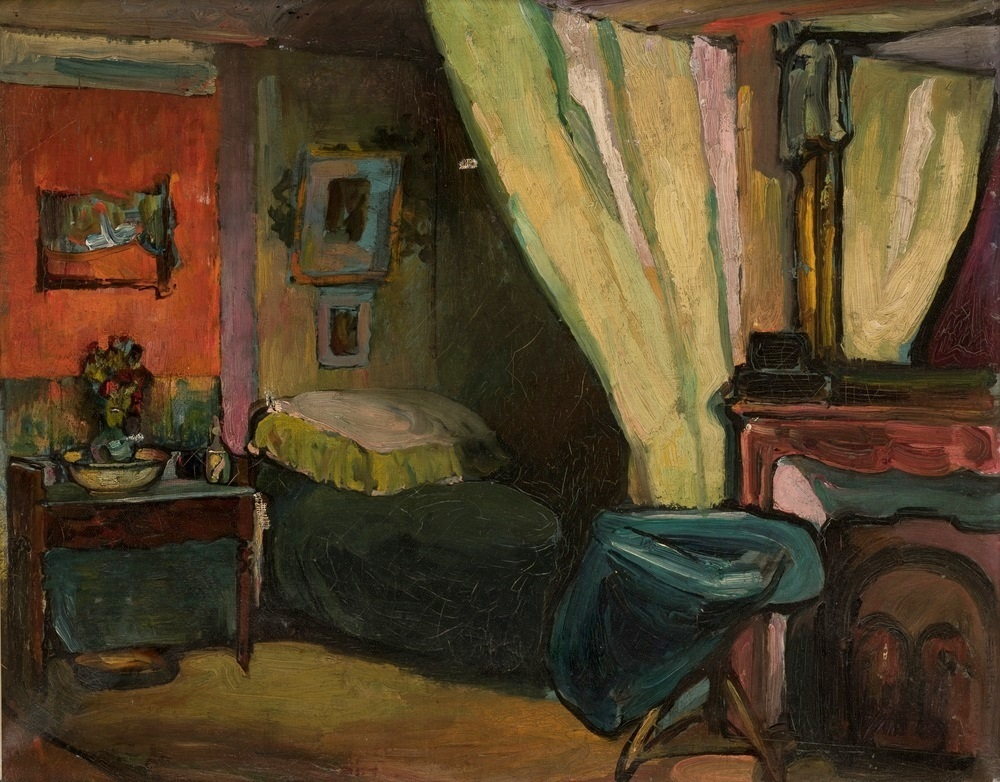
Wnętrze pokoju z około 1895 r.

Karol Antoni „Zyndram” Maszkowski, właśc. Karol Maszkowski (ur. 26 maja 1868 we Lwowie, zm. 24 lub 25 marca 1938 w Warszawie) – polski malarz i pedagog, witrażysta, projektant wnętrz, scenograf.

## Życiorys
Urodził się w rodzinie o wielkich naukowych i kulturalnych tradycjach. Ojciec Karol Maszkowski był rektorem profesorem na Politechnice Lwowskiej, gdzie wykładał matematykę, matka Marica z domu Ferrero była Włoszką. W 1886 po śmierci ojca opuścił Lwów i wyjechał do Krakowa, gdzie był wolnym słuchaczem na wykładach medycyny na Uniwersytecie Jagiellońskim. Po roku rozpoczął studia z historii sztuki i malarstwa w Szkole Sztuk Pięknych.
W międzyczasie podróżował po Europie m.in. był w Wiedniu, Mediolanie, Wenecji i Weronie. Od 1891 przez rok studiował malarstwo u Ludwiga von Löfftza w Monachium. Po powrocie do Krakowa pracował nad zaprojektowaną przez Jana Matejkę polichromią w krakowskim Kościele Mariackim. W 1892 złożył pracę doktorską, której temat otrzymał trzy lata wcześniej, ale do egzaminu nie przystąpił. Było to jednoznaczne, że zamiast kariery naukowej na Uniwersytecie Jagiellońskim wybiera malarstwo.
Maszkowski przebywał na jesieni roku 1891 w Gwoźdźcu zajmując się studium wystroju malarskiego tamtejszej synagogi. W latach 1898/1899 uzupełnił on swoje opracowanie rysunkami na zlecenie Polskiej Akademii Umiejętności. Dzięki temu w roku 2014 stała się możliwa rekonstrukcja sklepienia synagogi w Muzeum Historii Żydów Polskich.
Następnie wyjechał do Paryża, gdzie studiował w École des Beaux-Arts pod kierunkiem Jean-Léona Gérôme’a, a następnie w Académie Julian. W 1898 powrócił do Krakowa, aby w 1902 wyjechać na pięć lat na Huculszczyznę aby tworzyć. W 1911 zaczął uczyć rysunku na kursach wieczorowych w krakowskiej Akademii Sztuk Pięknych, otrzymał też stanowisko kierownika artystycznego w dziale meblarstwa Muzeum Techniczno-Przemysłowego. Należał do organizacji „Sokół” i „Strzelec”.
Od sierpnia 1914 był wstąpił do oddziału strzelców Legionów Polskich, wtedy też podarował swój dwór w Zembrzycach na miejsce rekonwalescencji dla rannych żołnierzy. Prawdopodobnie wtedy przybrał jako przydomek drugie imię „Zyndram”. Początkowo walczył w szeregach 2 szwadronu rotmistrza Zbigniewa Dunin-Wąsowicza, od listopada 1914 był w plutonie kawalerii sztabowej Komendy Legionów Polskich. Następnie zaszeregowano go do 5 szwadronu ułanów, tam 25 kwietnia 1915 otrzymał nominację na chorążego Legionów Polskich. Będąc oficerem ordynansowym uczestniczył w bitwach pod Borzechowem i Jastkowem. W lipcu 1915 przeniesiono go do sztabu I Brygady, a od września 1915 do sztabu Edwarda Rydza-Śmigłego, z którym walczył nad Stochodem, pod Kostiuchnówką, Jabłonką, Kuklami i Czartoryskiem. Od 27 marca 1916 wstąpił w szeregi 2 pułku ułanów i walczył pod Stobychwą, Rudką Miryńską i Sitowiczami. Kres aktywnego uczestnictwa w walkach przyniosło w 1917 zachorowanie na tyfus, powrócił do Krakowa i zaangażował się w organizowanie Muzeum Wojskowego. 15 listopada 1918 otrzymał stopień podporucznika, był rotmistrzem Wojska Polskiego, pracował w wydziale propagandy przy II oddziale strzeleckim i wykładał w Wojskowym Instytucie Geograficznym. W 1922 został przeniesiony do  rezerwy.
W 1925 przeniósł się do Poznania gdzie przez trzynaście lat był dyrektorem Państwowej Szkole Sztuk Zdobniczych i Przemysłu Artystycznego. W 1938 przeszedł na emeryturę i wyjechał do rodziny w Warszawie w celach leczniczych. Zmarł nagle 24 marca 1938. Pochowany na Cmentarzu Wojskowym na Powązkach w Warszawie (kwatera A5-5-17).

## Ordery i odznaczenia
- Krzyż Kawalerski Orderu Odrodzenia Polski (10 listopada 1933)[5]